# Batalla de Yavi
La Batalla de Yavi (también llamada la Sorpresa de Yavi), ocurrida el 15 de noviembre de 1816, fue uno de los episodios bélicos de la guerra gaucha (denominación de Leopoldo Lugones), encaminada a conseguir la independencia de la Argentina.

## Desarrollo
En la batalla fue derrotada la división del Ejército del Norte residente en Yavi, comandada por el coronel Juan José Fernández Campero por la vanguardia del Ejército realista. El combate permitió  una cuarta invasión realista a las ciudades de Salta y Jujuy, denominada  Invasión Grande.El ataque fue sorpresivo y al amanecer, y el coronel Campero junto con sus oficiales fueron luego tomados prisioneros de guerra y llevados al Perú. Colapsado el  frente norte del ejército independentista argentino, las ciudades de Salta y Jujuy fueron invadidas por los realistas, invasión que luego fue rechazada. Alguna de las consecuencias de esta derrota , fue la orden de retirada que recibió desde Buenos Aires el Ejército del Norte , la decisión de abrir el frente del Pacífico con el Ejército de los Andes bajo el mando del general José de San Martín, y la posterior pérdida de las provincias del Alto Perú para las Provincias Unidas del Río de la Plata, que habían firmado la Declaración de la Independencia de 1816 (Chichas, Charcas, Mizque, Cochabamba y Tarija)
Los generales realistas que tenían a su cargo la ofensiva eran Pedro Antonio de Olañeta y Juan Guillermo de Marquiegui, al mando del mariscal de campo - luego virrey del Perú- José de La Serna. Las tropas independentistas, por su parte, estuvieron comandadas en Yavi por el legendario Marqués del Valle del Tojo Juan José Feliciano Alejo Fernández Campero, popularmente conocido como Marqués de Yavi, como comandante del flanco oriental de la Puna del general Martín Miguel de Güemes. 
Yavi es el nombre del lugar de asiento del marquesado del mismo nombre en el límite norte de Jujuy, Salta y Tarija . El marqués Juan José Feliciano Alejo Fernández Campero, único título nobiliario existente en lo que fue el Virreinato del Río de la Plata , combatió del lado patriota desde febrero de 1813, al iniciarse la Batalla de Salta, hasta que fue derrotado en este combate y capturado junto con su subcomandante Quesada, oficiales e infantería. En aquel momento Campero era uno de los diputados electos al Congreso de la Independencia en Tucumán.
- Datos: Q4872774